# Henri Micheau
Pour les articles homonymes, voir Micheau.
Henri Micheau , né le 11 février 1857 à Nantes et mort le 11 décembre 1916 à Paris 8e, est un directeur de théâtre français qui a dirigé le théâtre des Folies-Dramatiques (1884-1890), puis le théâtre des Nouveautés (1890-1911).

## Biographie
Henri Micheau naît à Nantes en 1857. Il est le fils d'Henri Désiré Micheau, artiste dramatique, et de Natalie Gertrude Thomas, son épouse. En 1871, Mme Micheau devient la directrice du théâtre royal du Parc à Bruxelles, puis la cofondatrice du théâtre des Nouveautés avec Jules Brasseur en 1878. 
Henri Micheau est administrateur de la scène des Nouveautés sous la direction de Brasseur. 
En 1884, Micheau et Brasseur codirigent le théâtre des Folies-Dramatiques — Louis Gauthier, ancien directeur de province, étant le gérant — puis ils deviennent codirecteurs et gérants à la démission de Gauthier en 1886. Henri Micheau en devient le seul gérant à la mort de Jules Brasseur, en 1890. 
Après la mort de Jules Brasseur, la majorité des ayants droit décide la vente des Nouveautés. Mme Micheau, ex-commanditaire de Brasseur, l’achète et le met sous l'autorité de son fils Henri, qui en prend la direction.
Henri Micheau doit fermer son théâtre en 1911 et refuse de s'intéresser à toute autre entreprise théâtrale.
Marié avec Louise Madeleine Casile, morte en octobre 1903 à 44 ans, il épouse en secondes noces en 1914 la comédienne Suzanne Carlix.
Il s'installe 41, rue Boissy-d'Anglas, lorsqu'il est atteint d'une affection pulmonaire qui l'emporte dans sa soixantième année. Il est inhumé trois jours plus tard au cimetière du Montparnasse (division 13).